# Hans Wehr

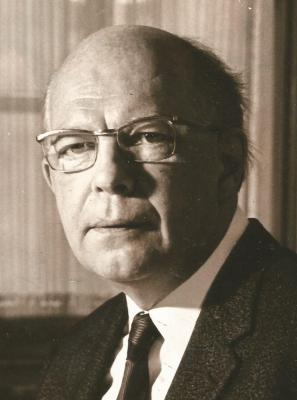
Hans Wehr, 1972

Hans Wehr (* 5. Juli 1909 in Leipzig; † 24. Mai 1981 in Münster) war ein deutscher Arabist, der insbesondere durch sein Arabisches Wörterbuch für die Schriftsprache der Gegenwart bekannt wurde. Er war von 1946 bis 1957 Professor an der Universität Erlangen, anschließend bis zur Emeritierung 1974 in Münster.

## Leben
Hans Wehr besuchte das Stadtgymnasium in Halle und studierte von 1931 bis 1934 Orientalische Philologie und Romanistik in Halle (wo Hans Bauer ihm schon als Gymnasiasten die Teilnahme an einigen seiner Kollegs erlaubt hatte), Berlin und Leipzig. 1934 promovierte er in Halle über das Thema Die Besonderheiten des heutigen Hocharabischen  und war von Oktober 1935 bis März 1939 Assistent am Orientalischen Seminar der Universität Halle und an der mit dem Seminar verbundenen Bibliothek der Deutschen Morgenländischen Gesellschaft (DMG). 1938 legte er in Halle seine Habilitationsschrift Einheitsbewußtsein und Gottvertrauen. Das 35. Buch von al-Ghazâlî’s Hauptwerk vor und wurde am 30. Januar 1939 zum Dr. phil. habil. ernannt. Danach übernahm er einen Lehrauftrag an der Universität Greifswald. Im Dezember 1939 wurde Wehr in Greifswald zum Dozenten ernannt. Aufgrund einer Behinderung durch Kinderlähmung wurde er nach Beginn des Zweiten Weltkriegs nicht zum Kriegsdienst einberufen.
1943 erhielt Wehr an der Universität Erlangen einen Lehrauftrag in Nachfolge von Joseph Hell, nach dessen Emeritierung 1942 der Lehrstuhl für Orientalistik allerdings – entgegen dem Wunsch der Fakultät – für Vorgeschichte umgewidmet worden war. Ab Wintersemester 1943/44 wurde Wehr zusätzlich zu seinen Erlanger Verpflichtungen die Kriegsvertretung des Münchner Lehrstuhls für Semitistik übertragen. Ende 1944 wurde er beauftragt, den Lehrstuhl für Volks- und Landeskunde Arabiens an der Auslandswissenschaftlichen Fakultät der Universität Berlin (vormals Berliner Seminar für Orientalische Sprachen – BSOS) vertretungsweise zu übernehmen, wofür ihn die Erlanger Fakultät freistellen musste. Von Halle aus fuhr er wöchentlich, trotz der chaotischen und durch Bombardierung und Tieffliegerbeschuss gefährdeten Bahnverbindungen, bis zum Semesterende nach Berlin, um seinen Verpflichtungen nachzukommen.
Als nach Kriegsende im Sommer 1945 in Halle bekannt wurde, dass die Universität Erlangen wieder eröffnet werden sollte, beschloss Wehr, nach Erlangen zurückzukehren. Im Oktober 1945 schlug er sich auf einer abenteuerlichen Reise über die Zonengrenze dorthin durch und nahm zum Wintersemester 1945/46 seine Tätigkeit als akademischer Lehrer wieder auf. Im Juni 1946 wurde er zum planmäßigen ao. Professor ernannt, im März 1950 zum ordentlichen Professor. 1957 folgte Wehr einem Ruf an die Westfälische Wilhelms-Universität Münster, wo er vom Sommersemester 1957 bis zu seiner Emeritierung im Herbst 1974 tätig war. Zu den Aufgaben, die sich ihm hier durch den Neuaufbau des Orientalischen Seminars an der stark expandierenden Universität stellten, kam noch das 1956 übernommene Amt des ersten Geschäftsführers der DMG hinzu, das er bis Ende 1962 innehatte, außerdem die Herausgabe der ZDMG von 1957 bis 1959. In die Münsteraner Jahre fällt auch sein Einsatz für eine Forschungsstätte der deutschen philologisch-historischen Orientalistik in einem arabischen Land, der schließlich 1961 zur Gründung des Orient-Instituts der DMG in Beirut führte.

## Arabisches Wörterbuch
Wehrs Name ist in der Arabistik, auch außerhalb des deutschen Sprachraums, vor allem mit seinem Wörterbuch verbunden, dessen Grundlagen in der Greifswalder Zeit erarbeitet wurden. Dem Projekt der Erarbeitung eines solchen Wörterbuchs waren einige individuelle Initiativen vorausgegangen, die letztlich beim Verlag Otto Harrassowitz gelandet waren. Als man Ende 1938 im Auswärtigen Amt – im Zusammenhang mit der angestrebten Übersetzung von Hitlers Mein Kampf ins Arabische – ein arabisch-deutsches Wörterbuch der Gegenwartssprache für wünschenswert erachtet hatte (von Wehr bereits 1934 in seinem Artikel Beiträge zur Lexikographie des Hocharabischen in der Gegenwart in Islamica 6, 435-449 eindringlich dargelegt), auf dem ein Deutsch-Arabisches Wörterbuch aufbauen könnte, wandte man sich an den Verlag Harrassowitz und stellte für ein solches Projekt Förderungsmittel in Aussicht. Der Verlag beauftragte Wehr, damals noch in Halle und durch entsprechende Vorarbeiten und Veröffentlichungen (Dissertation) als kompetenter Wissenschaftler ausgewiesen, mit der Arbeit an dem Projekt und dessen Leitung.
Mitarbeiter waren in Greifswald und später in Erlangen der arabistisch ausgebildete Andreas Jacobi, der – als sogenannter „Halb-Arier“ diskriminiert – von öffentlichen Ämtern und Anstellungen ausgeschlossen war und in dem Projekt einen Unterschlupf fand, und der in Halle verbliebene Heinrich Becker. Jacobi wurde Mitte 1943 (durch Bemühungen, die von seinem Vater ausgegangen waren) als „Drei-Viertel-Arier“ anerkannt, war damit „wehrwürdig“ und wurde bald zur Wehrmacht eingezogen. Syndikus Heinrich Becker, der wegen seiner Nähe zum Strasser-Flügel der NSDAP 1933–1937 im KZ inhaftiert gewesen war und unter Gestapo-Aufsicht stand, meldete sich Ende 1942, weil er erneut seine Verhaftung fürchten musste, zur Wehrmacht. Zusammen mit seinen Hamburger Kollegen Schaade und Rathjens forderte Wehr Ende 1941 von der Hamburger Gestapo die deutsch-jüdische Arabistin Hedwig Klein für die vorgeblich kriegswichtige Mitarbeit am Wörterbuch an, wodurch diese vorläufig von der Verschickung nach Theresienstadt ausgenommen wurde. Sie arbeitete von Hamburg aus mit, wurde im Juli 1942 aber dennoch nach Auschwitz deportiert. Das Vernichtungslager hat Hedwig Klein nicht überlebt.
Wehrs Antrag auf Aufnahme in die NSDAP Ende 1940 erfolgte auf Druck des Greifswalder Dozentenbundführers, der ihm klarmachte, dass von den jüngeren Dozenten die Mitgliedschaft in der Partei und der SA erwartet werde. Das von Wehr zusammen mit Jacobi ausgearbeitete Manuskript wurde noch 1944 gesetzt. Ein vollständiges Fahnenexemplar konnte Wehr über die letzten Kriegsmonate retten, das er im Herbst 1945 in der Bibliothek der DMG in Halle deponierte. Als es ihm im Frühjahr 1947 zugestellt werden konnte, nahm er die Auswertung arabischer Texte wieder auf, rechnete jedoch damit, dass das Wörterbuch neu gesetzt werden müsse, da er vernommen hatte, dass die Druckerei von Bomben getroffen und der Satz vernichtet worden sei. Erst 1948 erfuhr er, dass der Satz des Wörterbuchs unversehrt geblieben war, und beeilte sich, die bis dahin gesammelten Nachträge in das Wörterbuch einzuarbeiten. Die Verhältnisse im Nachkriegsdeutschland mit verwickelten Genehmigungsverfahren, Papierengpässen u. ä. verzögerten jedoch den Druck, sodass die erste Auflage des Wörterbuchs unter dem Titel Arabisches Wörterbuch für die Schriftsprache der Gegenwart erst 1952 erscheinen konnte. Kontinuierlich setzte er seine Sammeltätigkeit fort, ohne direkte eigene Mitarbeiter, jedoch unterstützt von Benutzern, die ihm Neologismen mitteilten, auf die sie bei ihrer Arbeit oder Lektüre gestoßen waren und die im Wörterbuch noch nicht aufgenommen waren. Als Ergebnis erschien 1959 separat das Supplement, das schließlich in die 1985 posthum erschienene 5. Auflage eingearbeitet wurde. Seit Dezember 2020 liegt das Arabische Wörterbuch für die Schriftsprache der Gegenwart in der 6. Auflage vor.
Die Qualität des durchwegs aus primären Quellen gewonnenen Wehrschen Wörterbuchs wurde bald auch außerhalb des deutschen Sprachraums erkannt, vor allem in den USA, was zu einer Übersetzung ins Englische führte, zu dem Hans Wehr Dictionary of Modern Written Arabic, edited by J. Milton Cowan (1. Aufl. 1961), in dem das Supplement schon eingearbeitet war. Davon erschien 1976 eine photomechanisch verkleinerte, wegen ihres grünen Umschlags als „the green Wehr“ bekannte Paperback-Ausgabe. Eine beträchtlich erweiterte Neuausgabe erschien 1979 (Fourth edition).

## Weiteres
Schwerpunkte von Wehrs Forschertätigkeit waren Syntax, Grammatik und Geschichte der arabischen Sprache sowie arabische sog. „Volksliteratur“, zu deren Kenntnis er mit der Edition einer mittelalterlichen Geschichtensammlung und der Übersetzung der besten Geschichten daraus beigetragen hat. Die arabische Dialektologie ist vor allem durch eine Reihe von ihm angeregter und betreuter Dissertationen dokumentiert. Materialien, die er in eigener Feldarbeit gesammelt hatte, überließ er bereitwillig seinen Schülern für deren Arbeiten. Ein Verzeichnis der Schriften von Hans Wehr findet sich in ZAL (Zeitschrift für arabische Linguistik), Heft 8, 1982, S. 7–11.

## Veröffentlichungen (Auswahl)
- al-Ġazzālī's Buch vom Gottvertrauen. Das 35. Buch des Iḥyāʾ ʿulūm ad-dīn, übers. und mit Einl. und Anm. vers. von Hans Wehr, Halle 1940 (auf MENAdoc).
- Der arabische Elativ (= Abhandlungen der Akademie der Wissenschaft und der Literatur Mainz. Geistes- und sozialwissenschaftliche Klasse. Jahrgang 1952, Nummer 7). Verlag der Akademie der Wissenschaften und der Literatur, Mainz (in Kommission bei Franz Steiner, Wiesbaden).
- Arabisches Wörterbuch für die Schriftsprache der Gegenwart. Arabisch-Deutsch. Harrassowitz, Wiesbaden 1952; 5. Auflage, unter Mitarbeit von Lorenz Kropfitsch neu bearbeitet und erweitert, ebenda 1985, ISBN 3-447-01998-0; Neudruck ebenda 1998 (Digitalisat); 6., von Lorenz Kropfitsch völlig neu bearbeitete und erweiterte Auflage, ebenda 2020, ISBN 978-3-447-11495-0.
- A Dictionary of Modern Written Arabic. Arabic-English. Harrassowitz, Wiesbaden 1979; 4th Edition, Edited by J. Milton Cowan. Considerably enlarged and amended by the author. ISBN 3-447-02002-4.